# Чакырский наслег (Амгинский улус)
Чакырский наслег — сельское поселение в Амгинском улусе Якутии Российской Федерации.
Административный центр — село Чакыр 2-й.

## История
Статус и границы сельского поселения установлены Законом Республики Саха (Якутия) от 30 ноября 2004 года N 173-З N 353-III «Об установлении границ и о наделении статусом городского и сельского поселений муниципальных образований Республики Саха (Якутия)»

## Население
| 2002 | 2010 | 2011 | 2012 | 2013 | 2014 | 2015 |
| ---- | ---- | ---- | ---- | ---- | ---- | ---- |
| 686  | ↘579 | ↘578 | ↘564 | ↘537 | ↘514 | ↘497 |
| 2016 | 2017 | 2018 | 2019 | 2020 | 2021 |      |
| →497 | ↘489 | ↗491 | ↗495 | ↘485 | ↗487 |      |

## Состав сельского поселения
| № | Населённый пункт | Тип населённого пункта       | Население |
| - | ---------------- | ---------------------------- | --------- |
| 1 | Чакыр 2-й        | село, административный центр | ↗487      |